# Björt Ólafsdóttir
Björt Ólafsdóttir, née le 2 mars 1983, est une femme politique islandaise. Elle est présidente du parti Avenir radieux de 2017 à 2018.

## Biographie
Membre d'Avenir radieux, elle est élue membre de l'Althing, le Parlement islandais, lors des élections d'avril 2013 et réélue le 29 octobre 2016. 
Elle est nommée ministre de l'Environnement au sein du gouvernement Benediktsson le 11 janvier 2017. À l'issue de la défaite de son parti aux élections anticipées du 28 octobre 2017, elle perd son siège de député et cesse d'être ministre. Cependant, le 25 novembre suivant, elle est élue présidente d'Avenir radieux, en remplacement d'Óttarr Proppé, mais quitte ce poste un an plus tard.